# Tampie
Tampie is een typetje uit het humoristische VPRO-programma Rembo & Rembo. De rol van Tampie wordt vertolkt door Theo Wesselo.

## Naamsverklaring
Tampie is een verbastering van het Franse tant-pis.

## Kenmerken
Het typetje Tampie is herkenbaar aan een blonde pruik met links en rechts een lange staart, rode blosjes op de wangen, een felgeel-rood-blauw jurkje, een snoephorloge om de pols en een grote bril waarvan één glas is afgeplakt met een pleister. Daarnaast sabbelt ze altijd op een rode lolly. Bij de aankleding van Tampie wordt geen enkele moeite genomen te verbergen dat het typetje vertolkt wordt door Wesselo, een gespierde man met opvallende tatoeages op beide armen.

## Tv-optreden

### Magdat
In het sketchprogramma Rembo & Rembo komt Tampie voor het eerst naar voren met een hoofdrol in de serie "De familie Magdat". Elke aflevering begaat ze een dubieuze daad, waarna de vraag "Magdat?" steevast beantwoord wordt met "JA, dat mag!". Voorbeeld hiervan is een aflevering waarin Tampie een ondergepoepte wc-pot met de elektrische tandenborstel van haar vader schoonmaakt. Nadat de vraag of dit mag met "ja" is beantwoord, voegt de commentator nog het advies toe dat men niet moet vergeten de batterijen van de tandenborstel op te laden zodat vader het niet zal merken.

### Ohjajoh
Nadat het duo Rembo & Rembo uit elkaar ging heeft Wesselo als solist opnieuw een aantal interviews als Tampie opgenomen. Deze interviews werden uitgezonden bij het kinderprogramma Villa Achterwerk van de VPRO. De filmpjes waren educatief van karakter, waarin Tampie op humoristische wijze bekende en minder bekende personen ondervroeg, waarbij "Ohjajoh?" de meest gestelde vraag was.